# پازین ۱۲۱۲۳
سیارک ۱۲۱۲۳ (به انگلیسی: 12123 Pazin، نامگذاری:1999OS) دوازده هزار و صد و بیست و سومین سیارک کشف شده‌است که در ۱۸ ژوئیه ۱۹۹۹ کشف شد.